# Сормано
Сорма̀но (на италиански: Sormano; на ломбардски: Surman, Сурман) е село и община в Северна Италия, провинция Комо, регион Ломбардия. Разположено е на 634 m надморска височина. Населението на общината е 775 души (към 2017 г.).